# 4776 Luyi
4776 Luyi (1975 VD) là một tiểu hành tinh vành đai chính được phát hiện ngày 3 tháng 11 năm 1975 bởi các nhà nghiên cứu Đại học Harvard ở Đài Quan sát Havard.